# Деро (муниципалитет)
Муниципалитет Деро  (исп. Partido de Daireaux) — муниципалитет в Аргентине в составе провинции Буэнос-Айрес.
Территория — 3820 км². Население — 16 889 человек. Плотность населения — 4,42 чел./км².
Административный центр — Деро.

## История
Изначально муниципалитет назывался «Касерос» (в честь произошедшей 3 февраля 1852 года битвы при Касеросе, ставшей одним из поворотных пунктов истории Аргентины). В 1970 году он был переименован в «Деро» по названию своего административного центра.

## География
Департамент расположен на западе провинции Буэнос-Айрес.
Департамент граничит:
- на северо-западе — c муниципалитетом Тренке-Лаукен
- на севере — с муниципалитетом Пеуахо
- на северо-востоке — с муниципалитетами Иполито-Иригойен, Боливар
- на юго-востоке — с муниципалитетами Олаваррия, Хенераль-Ла-Мадрид
- на юге — с муниципалитетом Коронель-Суарес
- на юго-западе — с муниципалитетом Гуамини

## Важнейшие населённые пункты[2]
| № | Населённый пункт | Населённый пункт (исп.) | Категория | Население чел. (2010) | На карте                        |
| - | ---------------- | ----------------------- | --------- | --------------------- | ------------------------------- |
| 1 | Деро             | Daireaux                | город     | 12122                 | 36°36′02″ ю. ш. 61°44′55″ з. д. |
| 2 | Саласар          | Salazar                 | посёлок   | 1924                  | 36°18′22″ ю. ш. 62°12′06″ з. д. |
| 3 | Арболедас        | Arboledas               | посёлок   | 632                   | 36°52′58″ ю. ш. 61°29′19″ з. д. |
| 4 | Ла-Ларга         | La Larga                | посёлок   | 53                    | 36°40′30″ ю. ш. 61°55′41″ з. д. |
| 5 | Ла-Мануэла       | La Manuela              | посёлок   | 51                    | 36°44′33″ ю. ш. 62°04′18″ з. д. |
| 5 | Андант           | Andant                  | посёлок   | 42                    | 36°33′35″ ю. ш. 62°08′12″ з. д. |

## Поселения
- Энрике Лавалье (Enrique Lavalle)
- Фрейре (Freyre)
- Ла Копета (La Copeta)
- Моурас (Mouras)